# Boncé
Boncé és un municipi francès, situat al departament de l'Eure i Loir i a la regió de Centre – Vall del Loira. L'any 2007 tenia 227 habitants.

## Demografia

### Població
El 2007 la població de fet de Boncé era de 227 persones. Hi havia 88 famílies, de les quals 16 eren unipersonals (4 homes vivint sols i 12 dones vivint soles), 24 parelles sense fills, 44 parelles amb fills i 4 famílies monoparentals amb fills.
La població ha evolucionat segons el següent gràfic:
Habitants censats

### Habitatges
El 2007 hi havia 90 habitatges, 83 eren l'habitatge principal de la família, 1 era una segona residència i 6 estaven desocupats. Tots els 89 habitatges eren cases. Dels 83 habitatges principals, 71 estaven ocupats pels seus propietaris, 8 estaven llogats i ocupats pels llogaters i 4 estaven cedits a títol gratuït; 4 tenien dues cambres, 7 en tenien tres, 22 en tenien quatre i 50 en tenien cinc o més. 78 habitatges disposaven pel capbaix d'una plaça de pàrquing. A 26 habitatges hi havia un automòbil i a 52 n'hi havia dos o més.

### Piràmide de població
La piràmide de població per edats i sexe el 2009 era:
| Homes | Edats   | Dones |
| ----- | ------- | ----- |
| 0     | 95 o +  | 0     |
| 0     | 90 a 94 | 0     |
| 0     | 85 a 89 | 0     |
| 0     | 80 a 84 | 0     |
| 8     | 75 a 79 | 0     |
| 4     | 70 a 74 | 0     |
| 4     | 65 a 69 | 8     |
| 4     | 60 a 64 | 4     |
| 0     | 55 a 59 | 0     |
| 0     | 50 a 54 | 0     |
| 16    | 45 a 49 | 16    |
| 0     | 40 a 44 | 12    |
| 12    | 35 a 39 | 12    |
| 12    | 30 a 34 | 0     |
| 4     | 25 a 29 | 12    |
| 4     | 20 a 24 | 0     |
| 12    | 15 a 19 | 0     |
| 8     | 10 a 14 | 20    |
| 4     | 5 a 9   | 4     |
| 4     | 0 a 4   | 4     |

## Economia
El 2007 la població en edat de treballar era de 149 persones, 121 eren actives i 28 eren inactives. De les 121 persones actives 117 estaven ocupades (63 homes i 54 dones) i 4 estaven aturades (4 dones i 4 dones). De les 28 persones inactives 10 estaven jubilades, 14 estaven estudiant i 4 estaven classificades com a «altres inactius».

### Ingressos
El 2009 a Boncé hi havia 86 unitats fiscals que integraven 236 persones, la mediana anual d'ingressos fiscals per persona era de 22.591 €.

### Activitats econòmiques
Dels 4 establiments que hi havia el 2007, 1 era d'una empresa alimentària, 2 d'empreses de construcció i 1 d'una empresa de comerç i reparació d'automòbils.
L'únic servei als particulars que hi havia el 2009 era una lampisteria.
L'únic establiment comercial que hi havia el 2009 era una fleca.
L'any 2000 a Boncé hi havia 10 explotacions agrícoles.

## Equipaments sanitaris i escolars
El 2009 hi havia una escola elemental integrada dins d'un grup escolar amb les comunes properes formant una escola dispersa.

## Poblacions més properes
El següent diagrama mostra les poblacions més properes.